# Juan Comneno Ducas
Juan Comneno Ducas (en griego: Ιωάννης Κομνηνός Δούκας, Iōannēs Komnēnos Doukas) fue gobernador de Tesalónica de 1237 hasta su muerte en 1244.
Juan fue el hijo mayor de Teodoro Comneno Ducas y María Petralifena. En 1230 su padre fue capturado junto con su familia en la Batalla de Klokotnitsa por Iván Asen II de Bulgaria. Cuando su hermana Irene se casó con Iván Asen II en 1237, Juan fue liberado de su cautiverio junto con su padre ahora cegado Teodoro y su joven hermano Demetrio. Teodoro y sus hijos hicieron su camino de regreso a Tesalónica e incitaron a una revuelta contra el hermano de Teodoro Manuel Comneno Ducas que había gobernado la ciudad desde 1230. Como Teodoro estaba ciego, instaló a su hijo Juan como gobernador y se retiró a Vodena.
En 1239 el depuesto Manuel regresó con la ayuda de Nicea y se apoderó de Tesalia. Incapaces de expulsarlo, Teodoro y Juan llegaron a un acuerdo con la pérdida de esa provincia. En 1241 Iván Asen II murió, eliminando tanto su soberanía y su protección de Tesalónica. Ahora si no anteriormente, Juan comenzó a usar el título imperial, una vez utilizado por su padre. Esto y su expuesta posición atrajeron la atención del emperador Juan III Ducas Vatatzes de Nicea. El emperador niceno invitó a Teodoro a una conferencia y lo hizo arrestar, y en 1242 condujo a su ejército en contra de Tesalónica. Llegando a Tesalónica, envió a Teodoro para negociar con su hijo y obtener su rendición. Juan fue inducido fácilmente a contentarse con el título de despotes y reconocer la soberanía de Nicea. Protegido por estas concesiones, Juan III Ducas Vatatzes rápidamente regresó a Asia Menor para luchar contra los invasores turcos selyúcidas.
Juan había mostrado poco talento para gobernar y se dice que deseaba ser sacerdote. Murió en 1244, y fue sucedido por su hermano menor Demetrio.